# Wakefield-Peacedale
Wakefield-Peacedale es un lugar designado por el censo ubicado en el condado de Washington en el estado estadounidense de Rhode Island. En el año 2000 tenía una población de 8,468 habitantes y una densidad poblacional de 671.6 personas por km².

## Geografía
Wakefield-Peacedale se encuentra ubicado en las coordenadas 41°26′28″N 71°29′57″O / 41.44111, -71.49917. Según la Oficina del Censo, la ciudad tiene un área total de 13,2 km² (5,1 mi²), de la cual 12,6 km² (4,9 mi²) es tierra y 0,6 km² (0,2 mi²) (4.70%) es agua.

## Demografía
Según la Oficina del Censo en 2000 los ingresos medios por hogar en la localidad eran de $50,313, y los ingresos medios por familia eran $61,541. Los hombres tenían unos ingresos medios de $47,470 frente a los $26,922 para las mujeres. La renta per cápita para la localidad era de $24,191. Alrededor del 5.4% de la población estaban por debajo del umbral de pobreza.